# Barbro Lennéer-Axelson
Maj-Britt Barbro Viola Lennéer-Axelson, född 15 december 1943 i Skövde, är en svensk psykolog.
Lennéer-Axelsson, som är dotter till lanthandlare Olof Lennéer och Anna Emanuelsson, blev filosofie licentiat vid Göteborgs universitet 1967, var psykolog inom var kriminalvården 1966–1978 och högskolelektor i psykologi vid Göteborgs universitet från 1969. Hon har även varit vice ordförande i Riksförbundet för sexuell upplysning (RFSU) och ledamot av redaktionskommittén för den av nämnda förbund utgivna "boktidningen" Ottar.